# Mickey Ion
Frederick James "Mickey" Ion, efternamnet ibland stavat Ions, född 25 februari 1886 i Paris, Ontario, död 26 oktober 1964 i Seattle, var en kanadensisk professionell lacrossespelare och ishockeydomare.

## Karriär
Som lacrossespelare spelade Mickey Ion för Toronto Tecumsehs, Vancouver Lacrosse Club och New Westminster Salmonbellies. 1911 var han med och vann Minto Cup med Vancouver Lacrosse Club. Laget drevs av ishockeymagnaterna Lester och Frank Patrick och då bröderna startade ishockeyligan Pacific Coast Hockey Association säsongen 1912 gav de Ion i uppdrag att agera domare. Ion arbetade som domare i PCHA fram till dess att ligan lades ner 1924 och fortsatte därefter som domare i WCHL och WHL åren 1924–1926 och därefter i NHL. Efter det att Ion lagt skridskorna på hyllan agerade han domarbas i NHL fram till och med 1942.
Mickey Ion valdes in i Hockey Hall of Fame 1961.